# 3-я дивизия подводных лодок
3-я дивизия подводных лодок (3 ДиПЛ) — соединение подводных лодок Северного флота СССР и России, существовавшее в 1961—1995 годах, первая советская дивизия многоцелевых атомных подводных лодок. Основное вооружение дивизии составляли подводные лодки проектов 627А «Кит», 671 «Ёрш».

## История

### Проект 627А

АПЛ проекта 627А

3-я дивизия образована одновременно с 31-й дивизией на базе 206-й отдельной бригады подводных лодок согласно приказу командующего Северным флотом от 2 июня 1961 года. 3-я и 31-я стали первыми дивизиями атомных подводных лодок ВМФ СССР. Обе вошли в состав формирующейся 1-й флотилии подводных лодок. Местом базирования определена бухта Малая Лопаткина (Западная Лица), в 1962 году дивизия перебазирована в губу Большая Лопаткина.
Из 206-й БрПЛ в состав дивизии были переданы многоцелевые АПЛ проекта 627А К-3, К-5, К-8, К-14, К-52, а также 184-й экипаж, не приписанный к конкретному кораблю.
Основной задачей 3-й дивизии являлось освоение атомных подводных лодок первого поколения, в том числе приёмка их от промышленности и организация эксплуатации и боевой службы. До 1964 года в состав дивизии вошло ещё 8 подводных лодок проекта 627А и три «номерных» экипажа к ним. Таким образом, через дивизию так или иначе прошли все АПЛ проекта 627А.
| Наименование             | Зав. № | Период в строю | Дальнейшая служба           |
| ------------------------ | ------ | -------------- | --------------------------- |
| К-3 «Ленинский комсомол» | 254    | 1961—1971      | Переданы в 17-ю ДиПЛ        |
| К-5                      | 260    | 1961—1973      | Переданы в 17-ю ДиПЛ        |
| К-8                      | 261    | 1961—1970      | Погибла в Бискайском заливе |
| К-14                     | 281    | 1961—1966      | Передана в 45-ю ДиПЛ ТОФ    |
| К-52                     | 283    | 1961—1973      | Переданы в 17-ю ДиПЛ        |
| К-21                     | 284    | 1961—1969      | Переданы в 17-ю ДиПЛ        |
| К-11                     | 285    | 1962—1968      | Переданы в 17-ю ДиПЛ        |
| К-133                    | 286    | 1962—1966      | Передана в 45-ю ДиПЛ ТОФ    |
| К-181                    | 287    | 1963—1969      | Передана в 17-ю ДиПЛ        |
| К-115                    | 288    | 1963           | Передана в 45-ю ДиПЛ ТОФ    |
| К-159                    | 289    | 1963—1969      | Передана в 17-ю ДиПЛ        |
| К-42                     | 290    | 1963—1968      | Передана в 45-ю ДиПЛ ТОФ    |
| К-50                     | 291    | 1964—1974      | Передана в 17-ю ДиПЛ        |

Корабли 3-й дивизии первыми в СССР совершили походы на Северный полюс (К-3 «Ленинский комсомол» в 1962 году, К-181 в 1963 году), выработали рекомендации для безаварийного подлёдного плавания и всплытия в полыньях, послужили полигонами для испытания новых образцов гидролокационного и навигационного вооружения, освоили маршруты перехода с Северного на Тихоокеанский флот. В 1963 году К-115 совместно с К-178 из 31-й ДиПЛ впервые в советском флоте совершили подлёдный автономный межфлотский переход на Тихоокеанский флот, прибыв в пункт базирования Вилючинск. Обе лодки вошли в состав 45-й дивизии подводных лодок. «Южный маршрут» через Атлантический и Тихий океаны впервые был пройден АПЛ К-133 из 3-й ДиПЛ и К-116 (проект 675, из 7-й ДиПЛ) в 1966 году.
С 1964 года АПЛ 3-й дивизии начали регулярное несение боевых служб в Норвежском море, северной Атлантике, в Средиземном море.
На долю подводников 3-й дивизии выпало немало аварий, как правило связанных с ненадёжностью ядерных энергетических установок ВМ-А первого поколения. Основной проблемой был недостаточный ресурс парогенераторов, растрескивавшихся и пропускавших в отсеки радиоактивную воду первого контура, именно эти проблемы не позволили АПЛ проекта 627А принять участие в Карибском кризисе. Только к концу 1960-х была отработана новая конструкция парогенераторов, выполненных с применением титановых сплавов, и надёжность лодок, переоборудованных в ходе текущих ремонтов, значительно повысилась. Серьёзные радиационные аварии из-за парогенераторов произошли на К-8 (в 1960 и дважды в 1961 году), К-3 (1961 год), К-133 (1963 год). Аварии в активной зоне реакторов имели место на К-3 и К-14 в 1962 году, К-5 и К-11 в 1965 году. Реакторные отсеки на этих четырёх лодках были полностью вырезаны и заменены на новые.
В 1967 году сильный пожар на К-3 «Ленинский комсомол» унёс жизни 39 человек. Деятельно принимавший участие в спасательной операции и последовавших ремонте и расследовании причин катастрофы командир дивизии Н. К. Игнатов тяжело переживал произошедшее и вскоре был переведён на преподавательскую работу.
В 1970 году в Северной Атлантике в результате пожара погибла К-8.

### Проект 671

АПЛ проекта 671

С 1967 года в состав 3-й дивизии начинают поступать АПЛ второго поколения, к 1974 году в строй вступили 15 АПЛ проекта 671, две АПЛ проекта 671РТ (были освоены и переданы в другое соединение), и головная опытовая К-64 проекта 705 (вскоре выведена из состава флота из-за аварии реактора), а также восемь «номерных» экипажей к ним. Все остававшиеся в строю АПЛ первого поколения к 1974 году были переданы в состав специально сформированной 17-й дивизии, базирующейся на Гремиху, а три АПЛ второго поколения, достроенные по проекту 671В, перешли на Тихоокеанский флот и вошли в состав 45-й дивизии подводных лодок.
| Наименование | Зав. № | Проект    | Период в строю | Дальнейшая служба                       |
| ------------ | ------ | --------- | -------------- | --------------------------------------- |
| К-38         | 600    | 671       | 1967—1991      | Выведены из состава флота               |
| К-69         | 601    | 671       | 1968—1991      | Выведены из состава флота               |
| К-147        | 602    | 671       | 1968—1995      | Передана 24-й ДиПЛ, списана в 1997 году |
| К-53         | 603    | 671       | 1969—1993      | Выведены из состава флота               |
| К-306        | 604    | 671       | 1970—1991      | Выведены из состава флота               |
| К-323        | 605    | 671, 671К | 1970—1993      | Выведены из состава флота               |
| К-370        | 606    | 671       | 1970—1993      | Выведены из состава флота               |
| К-438        | 608    | 671       | 1971—1995      | Выведены из состава флота               |
| К-367        | 609    | 671       | 1971—1994      | Выведены из состава флота               |
| К-314        | 610    | 671В      | 1968—1974      | Передана в 45-ю ДиПЛ ТОФ                |
| К-398        | 611    | 671М      | 1968—1995      | Выведена из состава флота               |
| К-454        | 612    | 671В      | 1968—1974      | Передана в 45-ю ДиПЛ ТОФ                |
| К-462        | 01613  | 671       | 1968—1992      | Выведена из состава флота               |
| К-469        | 01614  | 671В      | 1968—1976      | Передана в 45-ю ДиПЛ ТОФ                |
| К-481        | 01615  | 671М      | 1968—1992      | Выведена из состава флота               |
| К-387        | 801    | 671РТ     | 1973—1974      | Переданы в 33-ю ДиПЛ                    |
| К-371        | 802    | 671РТ     | 1974           | Переданы в 33-ю ДиПЛ                    |
| К-64         | 900    | 705       | 1972—1974      | Выведена из состава флота после аварии  |

### Перебазирование в Гремиху и последние годы
Зимой 1981—1982 года 3-я дивизия передана из 1-й флотилии в состав 11-й ФлПЛ и перебазирована в Гремиху. В это время в составе дивизии находились шесть АПЛ проекта 671 с основными экипажами и четыре номерных экипажа. В 1982 году АПЛ соединения совершили 4 боевых службы, в том числе К-438 (с экипажем К-147 на борту), выполнившая длительное слежение за иностранными ПЛ с использованием СОКС, и в этом же году принявшая участие в съёмках художественного фильма. В 1983 году совершено 9 боевых служб, из них две — на счету К-462, одна в Средиземном море, вторая подо льдами Арктики. К 1984 году в состав дивизии вернулись из ремонтов ещё пять АПЛ.
В 1985 году отличилась К-147, одна из первых оборудованная системой обнаружения кильватерного следа — во время операции «Апорт» она несколько суток скрытно следила за американской ПЛАРБ.
С 1990 года начали покидать строй АПЛ проекта 671, они оставались на прежнем месте базирования с сокращённым штатом и хранились на плаву в ожидании утилизации, сперва входя в состав дивизии, а с 1992 года передавались в специально образованные для хранения списанных АПЛ 285-й отдельный дивизион (Сайда-губа) и 316-й отдельный дивизион (Гремиха), созданный в 1994 году на базе расформированной 17-й ДиПЛ.
Последнюю боевую службу среди АПЛ 3-й дивизии совершила Б-438 в 1993 году.

РПКСН проекта 667Б

В 1994 году 3-я дивизия была объединена с расформированными 17-й ДиПЛ и 41-й ДиПЛ, сохранив своё имя. 3-я ДиПЛ при этом имела в составе четыре АПЛ проекта 671, 173-й и 289-й экипажи, три АПЛ проекта 671РТ и 532-й экипаж, пять РПКСН проекта 667Б с двумя экипажами для каждого. В штаб и командование дивизии после слияния вошли многие офицеры 41-й ДиПЛ, и в этот период соединение носило народное неофициальное наименование «341-я дивизия».
| Наименование | Зав. № | Проект | Предыдущая служба         | Период в строю | Дальнейшая служба                       |
| ------------ | ------ | ------ | ------------------------- | -------------- | --------------------------------------- |
| Б-147        | 602    | 671    | Приняты от промышленности | 1968—1995      | Передана 24-й ДиПЛ, списана в 1997 году |
| Б-323        | 605    | 671К   | Приняты от промышленности | 1970—1993      | Уже выведена из состава флота, в отстое |
| Б-438        | 608    | 671    | Приняты от промышленности | 1971—1995      | Выведены из состава флота               |
| Б-398        | 611    | 671М   | Приняты от промышленности | 1968—1995      | Выведены из состава флота               |
| Б-387        | 801    | 671РТ  | Переданы из 17-й ДиПЛ     | 1993—1995      | Выведены из состава флота               |
| Б-513        | 01625  | 671РТ  | Переданы из 17-й ДиПЛ     | 1993—1995      | Выведены из состава флота               |
| Б-517        | 01627  | 671РТ  | Переданы из 17-й ДиПЛ     | 1993—1995      | Выведены из состава флота               |
| К-447        | 311    | 667Б   | Переданы из 41-й ДиПЛ     | 1993—1995      | Переданы в 31-ю ДиПЛ                    |
| К-457        | 325    | 667Б   | Переданы из 41-й ДиПЛ     | 1993—1995      | Переданы в 31-ю ДиПЛ                    |
| К-460        | 337    | 667Б   | Переданы из 41-й ДиПЛ     | 1993—1995      | Выведены из состава флота               |
| К-472        | 338    | 667Б   | Переданы из 41-й ДиПЛ     | 1993—1995      | Выведены из состава флота               |
| К-475        | 339    | 667Б   | Переданы из 41-й ДиПЛ     | 1993—1995      | Выведены из состава флота               |

Уже в 1995 году согласно новым распоряжениям командования флота две стратегические подводные лодки, К-447 и К-457, были переданы в 31-ю ДиПЛ, недавно прошедшая средний ремонт Б-147 была передана 24-й ДиПЛ, а остальные корабли были выведены из состава флота и поставлены на отстой в ожидании утилизации в Гремихе. В сентябре 1995 3-я дивизия подводных лодок была расформирована.

### Результаты службы 3-й дивизии АПЛ
С 1961 по 1993 год корабли 3-й дивизии совершили более 180 боевых служб, более 1500 торпедных стрельб, 7 межтеатровых переходов. Дивизия стала кузницей кадров для других соединений подводного флота, её офицеры занимали высокие должности в 17-й, 33-й, 6-й и 24-й дивизиях подводных лодок.
В 3-й ДиПЛ проходили службу многие будущие адмиралы, целая плеяда командиров дивизий и флотилий, в том числе пять командующих флотами, а также ряд преподавателей — начальников высших морских учебных заведений и специальных учебных центров. 11 человек во время службы в дивизии были удостоены звания Герой Советского Союза:
- 1959: капитан 1-го ранга Осипенко Л. Г. (206-я ОБрПЛ) — первый командир К-3, в дальнейшем — начальник учебного центра в Обнинске.
- 1962: За поход К-3 к Северному полюсу:
капитан 1-го ранга Жильцов Л. М. — командир К-3;
инженер-капитан 2-го ранга Тимофеев Р. А. — командир БЧ-5 К-3.
- 1964: капитан 2-го ранга Дубяга И. Р. — командир К-115 во время первого подлёдного межтеатрового перехода.
- 1964: капитан 2-го ранга Сысоев Ю. А. — командир К-181 во время похода к Северному полюсу.
- 1966: За первый межтеатровый переход К-133 через пролив Дрейка:
капитан 2-го ранга Л. Н. Столяров — командир К-133;
капитан 2-го ранга Усенко Н. В. — замполит К-133;
инженер-капитан 2-го ранга Морозов И. Ф. — флагманский инженер-механик 3-й ДиПЛ.
- 1966: За подлёдный межтеатровый переход К-14:
капитан 1-го ранга Игнатов Н. К. — командир 3-й ДиПЛ, старший на борту К-14;
капитан 1-го ранга Голубев Д. Н. — командир К-14.
- 1976: За межтеатровый переход К-469 через пролив Дрейка:
капитан 1-го ранга Соколов В. Е. — заместитель командира 3-й ДиПЛ, старший на борту К-469;
капитан 2-го ранга Петров И. Д. — командир БЧ-5 К-469.

Трое адмиралов стали Героями Советского Союза за походы на подводных лодках 3-й ДиПЛ:
- 1962: контр-адмирал Петелин А. И. — первый команующий 1-й ФлПЛ, старший на борту К-3 во время похода к Северному полюсу;
- 1964: вице-адмирал Касатонов В. А. — командующий Северным флотом, старший на борту К-181 во время похода к Северному полюсу;
- 1966: контр-адмирал Сорокин А. И. — командующий 1-й ФлПЛ, руководитель межтеатрового перехода К-14 через пролив Дрейка.

В 1984 году за длительный труд по приёмке у промышленности новых кораблей звания Герой Социалистического Труда удостоился капитан 1-го ранга Рыков В. П., участник похода К-181 к полюсу в должности заместителя командира 3-й ДиПЛ.
Ряд выходцев из 3-й ДиПЛ в ходе дальнейшей службы удостоился звания Героя Советского Союза, а служивший на К-323 Рымарь А. П. за службу в глубоководном спецподразделении стал Героем Российской Федерации.
С 2001 года в Санкт-Петербурге действует межрегиональная общественная организация «Общество ветеранов 3 дивизии атомных подводных лодок Краснознамённого Северного флота».

## Командиры
- 1961—1964: Маслов, Владимир Петрович;
- 1964—1968: Игнатов, Николай Константинович;
- 1968—1969: Михайловский, Аркадий Петрович;
- 1969—1973: Воловик Фёдор Степанович[13];
- 1973—1976: Чернов, Евгений Дмитриевич;
- 1976—1977: Храмцов, Виктор Михайлович;
- 1977—1984: Горев Виктор Алексеевич;
- 1984—1989: Ямков Владимир Дмитриевич;
- 1989—1992: Титаренко Георгий Александрович;
- 1992—1994: Полюхович Геннадий Иванович;
- 1994—1995: Карамышев Александр Михайлович;

Начальники штаба
- 1961—1963: Рензаев, Николай Фёдорович;
- 1963—1965: Комаров Олег Борисович;
- 1965—1967: Чернавин, Владимир Николаевич;
- 1967—1968: Борисов Владимир Степанович;
- 1968—1969: Воловик Фёдор Степанович;
- 1969—1971: Егоров Геннадий Васильевич;
- 1971—1973: Чернов, Евгений Дмитриевич;
- 1973—1974: Жуков Анатолий Яковлевич;
- 1974—1978: Барановский Валентин Яковлевич;
- 1978—1980: Гашкевич Богуслав-Эдвард Владиславович;
- 1980—1981: Барановский Валентин Яковлевич;
- 1981—1986: Никитин Владимир Владимирович;
- 1986—1989: Титаренко Георгий Александрович;
- 1989—1992: Полюхович Геннадий Иванович;
- 1992—1994: Степанов Александр Юрьевич;
- 1994—1995: Хотян Валерий Васильевич.